# سردر مسجد زاویه
سردر مسجد زاویه مربوط به دوره صفوی است و در یزد، محله سردوراه، کوچه هزار درخت واقع شده و این اثر در تاریخ ۲۴ اسفند ۱۳۸۳ با شمارهٔ ثبت ۱۱۶۴۹ به‌عنوان یکی از آثار ملی ایران به ثبت رسیده است.